# Корнева, Елена Андреевна
Еле́на Андре́евна Ко́рнева (род. 5 декабря 1929) — советский и российский специалист в области иммунофизиологии. Академик РАН (1997, до 2013 — РАМН), доктор медицинских наук, профессор, руководитель отдела Общей патологии и патофизиологии ФГБНУ «ИЭМ» с 1982 по 2015 года.

## Биография
Окончила 1-й Ленинградский медицинский институт им. акад. И. П. Павлова (ныне СПбГМУ) в 1953 году, где училась также в аспирантуре. Вся её дальнейшая профессиональная деятельность связана с Научно-исследовательским институтом экспериментальной медицины. С 1982 года по настоящее время — руководитель отдела общей патологии и патофизиологии ФГБУ «НИИЭМ» СЗО РАМН. Также является профессором кафедры патофизиологии медицинского факультета СПбГУ, где организовала чтение курса лекции по иммунофизиологии.

## Научная деятельность
Является одним из основателей новой научной дисциплины — иммунофизиологии, развитие которой было в большей мере инициировано сделанным ею открытием о влиянии определённой структуры мозга на интенсивность иммунного ответа. Свойство определённых структур мозга при повреждении угнетать, а при раздражении стимулировать иммунный ответ было открыто Корневой в 1960-х гг. и способствовало изучению роли структур головного мозга в регуляции функций иммунной системы. Оно положило начало новому направлению, которое сформировалось и выросло в научную дисциплину — иммунофизиологию. В изданной в США в 1986 г. книге «Основатели психонейроиммунологии» Корнева названа одним из основоположников этой научной дисциплины. Руководитель крупной научной школы, занимающейся изучением фундаментальных и клинических аспектов этой проблемы, она воспитала известных ученых, которые возглавляют научные подразделения в России и зарубежных странах.
Автор более 400 публикаций, включая 7 монографий и свидетельство на открытие. Входит в состав редколлегий международных журналов: «Brain, Behavior and Immunity», «Neuroimmunomodulation», «Advances in Neuroimmune Biology» и российских журналов: «Патогенез», Медицинский академический журнал и «Физиология и патология иммунной системы».

Организатор многих отечественных и международных научных форумов. В 2007, 2009, 2011 годах в Санкт-Петербурге ею совместно с Институтом нейробиологии Общества Макса Планка (Германия) организованы международные симпозиумы «Взаимодействие нервной и иммунной систем в норме и патологии», которые определили новые пути в развитии иммунофизиологии.
Крупнейшими достижениями последних 5 лет стало открытие алгоритмов реакции мозга на введение антигенов и разработка новых методов прогнозирования развития заболеваний, вызванных нарушением нейроиммунных взаимодействий, а также возможности их коррекции. Применение этих методов в клинической практике открывают реальные перспективы помощи пациентам. Исследование участия орексин-содержащих нейронов гипоталамуса в регуляции нейроиммунных взаимодействий при стрессе и на ранних этапах иммунного ответа выявило огромный потенциал применения орексина для лечения некоторых форм патологии. Разработки в области изучения антибактериальных веществ позволяют говорить о создании прототипов антибиотических лекарственных препаратов принципиально нового класса. Эти достижения дают начало инновационного подхода к изучению механизмов участия мозга в регуляции функций иммунной системы и являются значительным вкладом в развитие современной медицинской науки.

## Членство в российских или зарубежных академиях, ассоциациях, обществах
Один из основателей, вице-президент (1987—1990) Международного научного общества по нейроиммуномодуляции.
Один из основателей (1990—1994), член президиума Международного общества по психонейроиммунологии,
Почётный Директор Фонда по психонейроиммунологии (США), 1993—1996 гг.
Член Нью-Йоркской академии наук (1996).
Член Редакционной коллегии Международного издания «Professional Women’s» (Американский Биографический Институт), 2006 г.
Член редакционной коллегии Международного журнала «Нейроиммуномодуляция», с 1990 г. по 2010 г.
Председатель Санкт-Петербургского отделения Общества иммунологов, с 2000 г.

## Книги и наиболее важные статьи
- Корнева Е. А., Клименко В. М., Шхинек Э. К. Нейрогуморальное обеспечение иммунного гомеостаза. — Л.: Наука, 1978.
- Корнева Е. А., Шекоян В. А. Регуляция защитных функций организма. — Л.: Наука, 1982.
  - Korneva E. A., Klimenko V. M., Shkhinek E. K. Neurohumoral maintenance of Immune Homeostasis. — Chicago: The University of Chicago Press, 1985.
- Корнева Е. А., Шхинек Э. К. Гормоны и иммунная система. — Л.: Наука, 1988. — 251 с.
- Корнева Е. А., Григорьев В. А., Клименко В. М., Столяров И. Д. Электрофизиологические феномены головного мозга в процессе иммунологических реакций. — Л.: Наука, 1989.
- Korneva E. A. Concluding Remarks. Cytokines and the Brain. Neuroimmune Biology. V. 6.  Netherlands. Elsevier. 2008. P. 567—570.
- Корнева Е. А., Перекрест С. В., Шаинидзе К. З., Новикова Н. С. Взаимодействие нервной и иммунной систем: Молекулярно-клеточные аспекты. — СПб.: Наука, 2012.
- Korneva E. A.,  Shanin S. N., Novikova N. S., Pugach V. A. Cellular and molecular bases of changes to neuroimmune interactions in stress. Neuroscience and Behavioral Physiology. V. 48. No. 6. 2018. P. 1—8
- Корнева Е. А. Пути взаимодействия нервной и иммунной систем: история и современность, клиническое применение // Медицинская иммунология. —2020. Том 22. — № 3. — С. 405—418.
- Юшков Б. Г., Корнева Е. А., Черешнев В. А. Понятие нормы в физиологии и патофизиологии. Физиологические константы лабораторных животных. — Екатеринбург: УрО РАН, 2021.

## Государственные награды, почётные звания
- Диплом об открытии № 69, 1970 г.
- Награда Международного научного Общества по нейроиммуномодуляции, 1990 г. — диплом от президента общества.
- Академик Российской академии медицинских наук, 1997 г.
- Почётный член Общества патофизиологов Японии, 1998 г.
- Почётный член Международного общества по иммунореабилитации, 2004 г.
- Золотая медаль Российского иммунологического общества, 2004 г.
- Почётный доктор Института экспериментальной медицины, 2005 г.
- Лауреат премии принца Ольденбургского, 2008 г.

Государственные награды:
- орден «Знак Почета», 11.03.1976 г.
- почётное звание «Заслуженный деятель науки Российской Федерации», 11.11.2000 г.
- орден Дружбы 13.02.2014 г.

Ведомственные награды:
- знак «Отличник здравоохранения», 03.06.1975 г.